# ۲۳ خرداد
۲۳ خرداد هشتاد و پنجمین روز از سال در گاه‌شماری خورشیدی است. به پایان سال ۲۸۰ روز (۲۸۱ روز در سال کبیسه) باقی‌است.

## رویدادها
- ۱۳۵۴ - امضا شدن عهدنامه ۱۹۷۵ الجزایر بین ایران و عراق با وساطت الجزایر
- ۱۳۷۶ - رقابت ۲۳ خرداد ۱۳۷۶ تیم ملی فوتبال ایران با تیم ملی فوتبال سوریه در مرحله مقدماتی جام جهانی فوتبال ۱۹۹۸ آسیا
- ۱۳۸۷ - حادثه ۲۳ خرداد ۱۳۸۷ فروند کایت موتوردار نظامی
- ۱۳۸۸ - تظاهرات ۲۳ خرداد ۱۳۸۸ مردم ایران
- ۱۳۸۸ - آغاز حمله به کوی دانشگاه صنعتی اصفهان
- ۱۳۹۱ - رقابت ۲۳ خرداد ۱۳۹۱ تیم ملی فوتبال ایران با تیم ملی فوتبال قطر در مرحله مقدماتی جام جهانی فوتبال ۲۰۱۴ آسیا
- ۱۴۰۱ - انفجار کارخانه کربنات سدیم فیروزآباد
- ۱۴۰۲ - رقابت ۲۳ خرداد ۱۴۰۲ تیم ملی فوتبال ایران با تیم ملی فوتبال افغانستان در مسابقات قهرمانی فوتبال آسیای مرکزی ۲۰۲۳
- ۱۴۰۴ - آغاز حملات خرداد ۱۴۰۴ اسرائیل به ایران

## زادروزها
- ۱۳۱۳ - محمود محمودی خوانساری، خواننده
- ۱۳۱۳ - رحیم رحمان‌زاده، پزشک
- ۱۳۱۹ - گیتی پاشایی، خواننده
- ۱۳۲۳ - علی صیاد شیرازی، نظامی
- ۱۳۲۵ - بابک بیات، آهنگساز
- ۱۳۳۲ - محمدرضا سرشار، نویسنده
- ۱۳۵۳ - محمدمهدی تندگویان، از اعضای شورای اسلامی شهر تهران
- ۱۳۷۵ - حمیده برخور، ووشوکار

## درگذشت‌ها
- ۱۳۶۱ - حسین جنتی، فرزند احمد جنتی و از اعضای سازمان مجاهدین خلق ایران
- ۱۳۶۲ - نصرت امین، نخستین بانوی دارای اجازه اجتهاد در تاریخ معاصر ایران
- ۱۳۸۸ - میثم عبادی، از کشته‌شدگان تظاهرات ۲۳ خرداد ۱۳۸۸ ایران
- ۱۳۹۱ - فریدون دولتشاهی، نویسنده، مترجم و شاعر
- ۱۴۰۴ - محمد باقری، سومین رئیس ستاد کل نیروهای مسلح جمهوری اسلامی ایران
- ۱۴۰۴ - حسین سلامی، ششمین فرمانده کل سپاه پاسداران انقلاب اسلامی
- ۱۴۰۴ - مهدی ربانی، معاون عملیات ستاد کل نیروهای مسلح جمهوری اسلامی ایران
- ۱۴۰۴ - غلامعلی رشید، فرمانده قرارگاه مرکزی خاتم‌الانبیا
- ۱۴۰۴ - محمدمهدی طهرانچی، رئیس دانشگاه آزاد اسلامی
- ۱۴۰۴ - فریدون عباسی، رئیس سازمان انرژی اتمی ایران در دولت دهم جمهوری اسلامی ایران
- ۱۴۰۴ - سید امیرحسین فقهی، معاون سازمان انرژی اتمی ایران
- ۱۴۰۴ - امیرعلی حاجی‌زاده، فرمانده نیروی هوافضای سپاه پاسداران انقلاب اسلامی
- ۱۴۰۴ - عبدالحمید مینوچهر، فیزیک‌دان
- ۱۴۰۴ - احمدرضا ذوالفقاری، فیزیک‌دان
- ۱۴۰۴ - اکبر مطلبی‌زاده، فیزیک‌دان
- ۱۴۰۴ - سعید برجی، فیزیک‌دان
- ۱۴۰۴ - منصور عسگری، فیزیک‌دان
- ۱۴۰۴ - علی بکایی کریمی، فیزیک‌دان
- ۱۴۰۴ - علی باکویی، فیزیک‌دان
- ۱۴۰۴ - غلامرضا محرابی، معاون اطلاعات ستاد کل نیروهای مسلح جمهوری اسلامی ایران
- ۱۴۰۴ - داود شیخیان، فرمانده پدافند هوایی نیروی هوافضای سپاه پاسداران انقلاب اسلامی